# Кантакузен, Константин (историк)
Константи́н Кантаку́зен (также Кантакузин; рум. Constantin Cantacuzino; 1639 — 7 июня 1716, Константинополь) — румынский учёный-гуманист, историк, географ, картограф, государственный деятель Княжества Валахия. Автор первой географической карты Валахии (1700). Автор незаконченной «Истории Валахии».

## Биография
Представитель богатого боярского рода греческого происхождения, который претендовал на происхождение от одного из самых выдающихся аристократических родов Византийской империи в последние века её существования — Кантакузинов. Сын великого камергера Константина Кантакузена (1598—1663) и Елены, дочери валашского господаря Раду Щербана Крайовеску. Брат господаря Валахии (1678—1688) Щербана Кантакузена, его племянником был Константин Брынковяну, великий логофет, господарь Валахии (1688—1714).
Образование получил в Константинополе (1665—1667) и университете Падуи (1667—1668), много путешествовал. Действовал как агент своей семьи в Константинополе (1672). Был арестован и заключён в тюрьму, затем выслан властями Османской империи на Крит (1673), но в 1674 году сумел вернуться в Валахию. В 1676 году снова на короткое время был заключён в тюрьму.

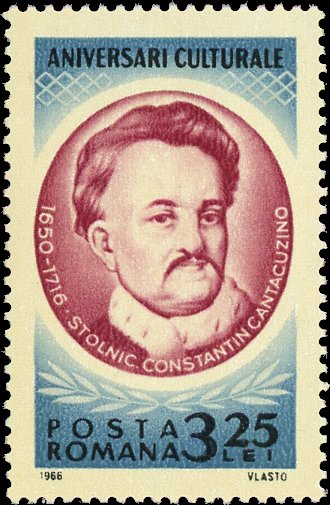
Константин Кантакузен на почтовой марке Румынии. 1966 г.

Во время правления Константина Брынковяну, Константин был его советником по внешним делам и главой канцелярии, логофетом и стольником (1688—1714).
В политическом отношении, осознавая слабую геополитическую позицию своей страны, ему приходилось лавировать между Блистательной Портой, Габсбургами и усиливающейся Россией. Сторонник осторожной антиосманской политики, был казнён турками вместе со своим сыном Штефаном, князем Валахии в 1714—1716 гг.
Приступил к написанию «Истории Валахии», в которой изложил свои взгляды на происхождение румын, утверждая, что они произошли от «скрещивания» даков и римлян.